# Ibrahima Sory Camara
Ibrahima Sory Camara (n. 1 ianuarie 1985, Freetown, Sierra Leone) este un fotbalist guineean naturalizat, care joacă pe postul de mijlocaș la clubul AS Kaloum Star. Camara a fost membru al echipei naționale de fotbal a Guineei din 2004 până în 2011.